# Athetis milloti
Athetis milloti là một loài bướm đêm trong họ Noctuidae.